# Munții Perșani

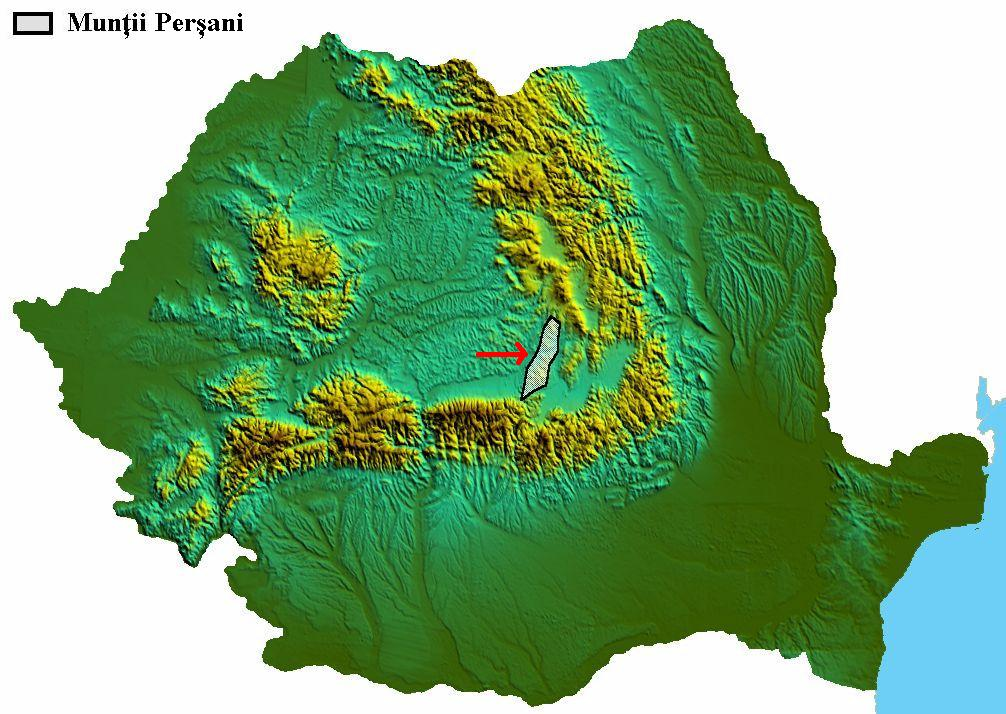
Localizarea Munților Perșani pe harta țării

Munții Perșani (în germană Geisterwald) sunt o grupă muntoasă a Carpaților de Curbură, aparținând de lanțul muntos al Carpaților Orientali. Cel mai înalt pisc este Vârful Cetății,la 1.104 metri înălțime.

## Așezare

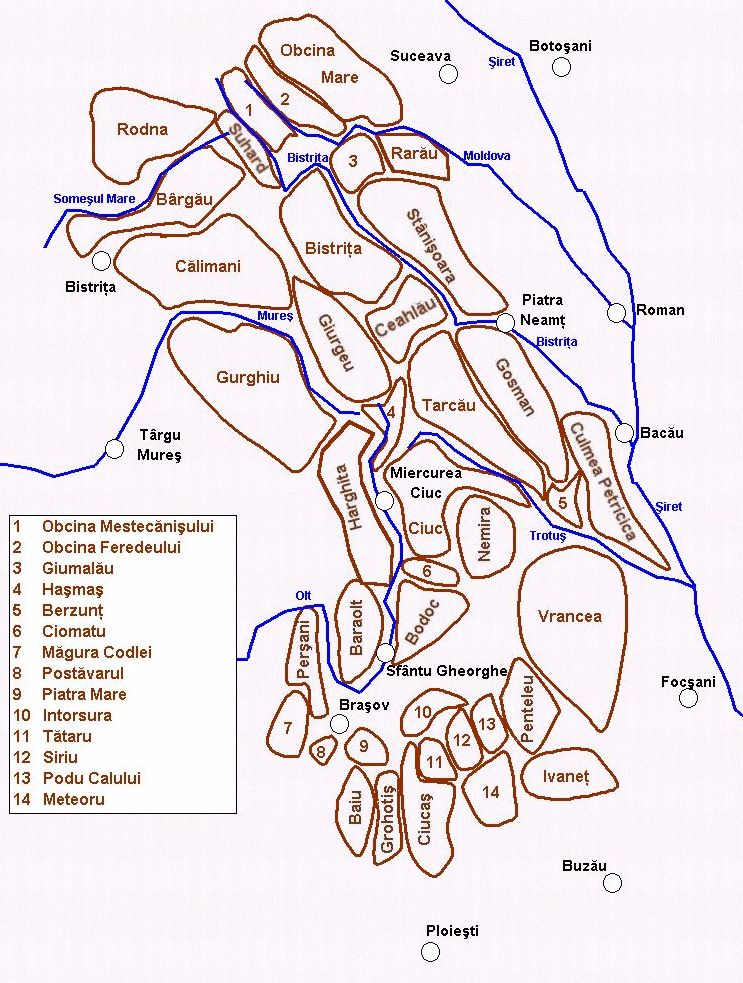
Grupele muntoase din Carpații Orientali

Măgura Codlei

Munții Perșani sunt situați în SV Carpaților Orientali, extinși pe direcția NNE-SSV, limitează partea de V a Depresiunii Brașov. În extremitatea de SV intrâ în contact cu munții Țaga, prin intermediul depresiunii Sinca.
Cuprinși între meridianele de 25°15' și 25°40' longitudine estică și paralelele de 45°35' și 46°15' latitudine nordică, acești munți se întind pe o suprafață de cca 1.000 km2.

## Geologie
Au o structură petrografică complexă, alcătuită din roci cristaline, calcare mezozoice, fliș și aglomerate vulcanice. Prezintă interesante forme carstice (Cheile Vârghișului, peștera Merești, ș.a). În extremitatea de N a munților Perșani, Oltul și-a sculptat, în bazalt, frumosul și sălbaticul defileu de la Racoș.

## Vegetație
Pantele munților Perșani sunt acoperite cu păduri de fag și carpen, iar zonele interfluviale (unde se remarcă suprafața de eroziune Poiana Mărului) cu pășuni și fânețe.